# Mount Lofty Ranges
Die Mount Lofty Ranges sind ein Gebirge in South Australia. Es liegt im Osten von Adelaide und erstreckt sich von Cape Jervis über 300 Kilometer nach Norden bis nach Peterborough. Im Gebirge herrscht ein mediterranes Klima.

## Besonderheiten

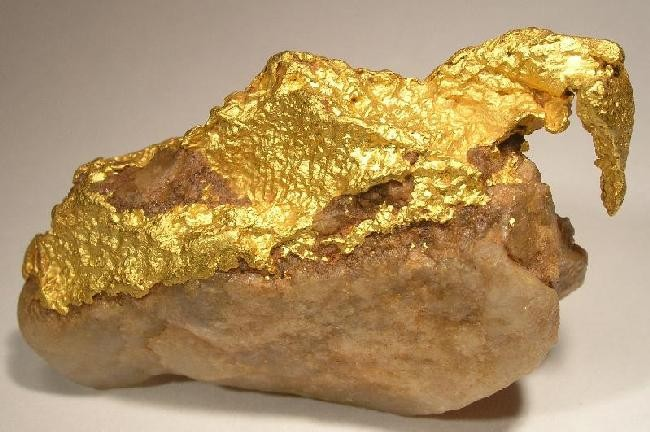
Goldfund aus der alten Goldmine Victoria Gold Mine, der wahrscheinlich ältesten Goldmine Australiens.

Im Südbereich ist der höchste Gipfel der Mount Lofty im Adelaide Hills genannten Abschnitt der Formation.
Das Gebirge wird vielfältig genutzt; neben Städten wie Mount Barker und Victor Harbor finden sich hier auch Naturschutzbereiche wie der Belair-Nationalpark. Weiter gibt es zahlreiche Weingüter; zu den bekanntesten lokalen Weingegenden zählen das Barossa Valley und das Clare Valley. Zahlreiche Reservoirs und Wasserleitungen dienen zur Versorgung der anliegenden Siedlungen und Städte.
Im ganzen Bereich des Gebirges gibt es große und kleine, heute meist nicht mehr aktive Bergbauminen mit einer oft langen Geschichte; so war eine 1838 eröffnete, kurzlebige Silber- und Bleimine nahe Brukunga in den Adelaide Hills die erste Metallmine Australiens. Die Steinbrüche in der Nähe von Adelaide lieferten den Quarzit für die frühe „Sandsteinarchitektur“ der Stadt.
Es gibt derzeit nur eine Zugverbindung durch das Gebirge, die 1870 eingerichtete Strecke Adelaide-Melbourne.

## Ökologie

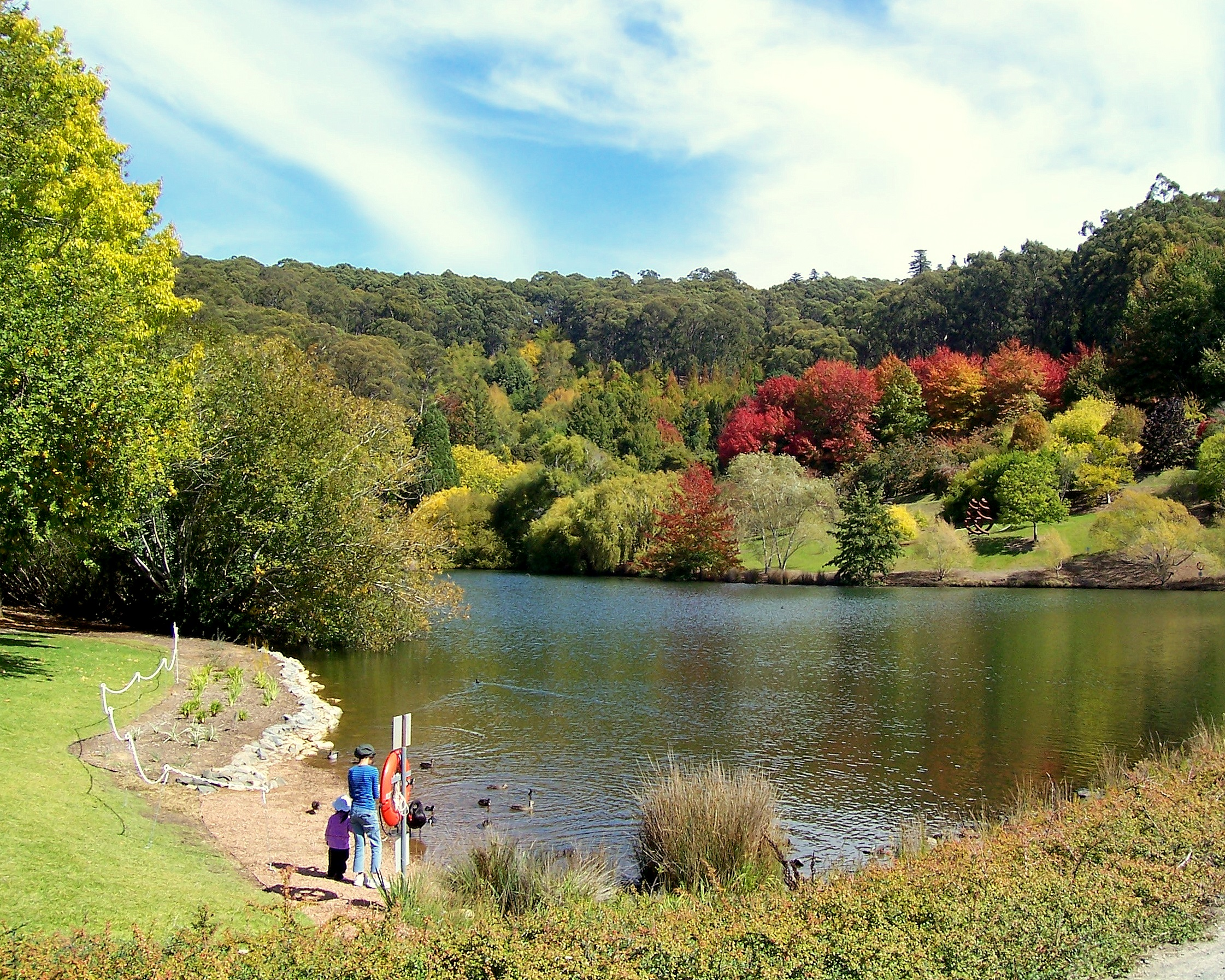
Mount Lofty, See des Botanischen Gartens

### Flora
Im Gebirge finden sich zahlreiche Eukalyptusbäume, zusammen mit Gold-Akazien in den tieferen Lagen. Zudem finden sich hier endemische Orchideenarten.

### Fauna
Im Gebirge leben verschiedene Beuteltierarten, darunter Koalas und das Westliche Graue Riesenkänguru. Zudem leben hier verschiedene, teilweise vom Aussterben bedrohte Skinke.

### Gefährdung der Fauna & Flora
Viele der Hänge wurden abgeholzt, um für verschiedene landwirtschaftliche Nutzungen Platz zu machen, oder um Siedlungsgebiete zu erschließen. Das führte dazu, dass Habitate verloren gingen und einige Tierarten aus der Gegend verschwanden. Die einheimischen Tiere werden zudem durch vom Menschen eingeführte Arten, darunter Katzen und Kaninchen, gefährdet.